# Elisabeta de Boemia, prințesă palatină
A nu se confunda cu Elisabeta de Bohemia, mama sa.
Prințesa Elisabeta de Boemia (n. 26 decembrie 1618, Heidelberg, Sfântul Imperiu Roman – d. 11 februarie 1680, Herford Abbey⁠(d), Renania de Nord-Westfalia, Germania) a fost o membră a casei regale Simmern, fiica cea mare a electorului palatin Frederic al V-lea și a Elisabetei Stuart a Boemiei. Deși a dus o viață presărată de dificultăți, fiind forțată să își petreacă anii tinereții în exil din cauza Războiului de Treizeci de Ani, ea este recunoscută pentru contribuția avută în spațiul intelectual din vremea ei. Este privită drept unul din exponenții de seamă ai cartezianismului în secolul XVII, datorită corespondenței îndelungate avute cu René Descartes și a încercării ei de a populariza filosofia acestuia. Departe de a îmbrățișa orbește doctrina lui Descartes, prințesa Elisabeta de Boemia este prima care ridică problema interacțiunii dintre minte și corp și îl determină pe Descartes să scrie tratatul Pasiunile sufletului. Elisabeta mai întreține corespondență și cu alți gânditori importanți din acea vreme, precum Nicolas Malebranche, Gottfried Wilhelm Leibniz sau Robert Barclay. Spre sfârșitul vieții, la capătul războiului religios care zguduise Europa și propria ei viață, prințesa Elisabeta devine abatesă la Herford, acolo unde avea să ofere refugiu pentru oameni de confesiuni foarte variate, precum quakerii.
Până în momentul morții sale, René Descartes rămâne un admirator declarat al Elisabetei de Boemia. Lucrarea sa Principiile filosofiei îi este dedicată prințesei palatine. Prințesa Elisabeta de Boemia a fost ocazional numită „primul cartezian”.

## Viața
Elisabeta s-a născut pe 26 decembrie 1618 la Castelul Heidelberg, reședința regală a contelui palatin al Rinului, actualmente parte a landului german Baden-Württemberg. A fost al treilea copil rezultat din căsătoria lui Frederic al V-lea cu Elisabeta Stuart, iar unul din unchii ei pe linie maternă a fost Regele Carol I al Angliei. Familia Simmern, din care provenea Elisabeta, era una dintre cele mai puternice familii calvine ale Sfântului Imperiu Roman, ca urmare a adoptării catehismului de la Heidelberg de către stră-străbunicul Elisabetei, Frederic al III-lea. Tatăl Elisabetei, Frederic al V-lea, era conducătorul Uniunii protestante. Pe fondul acumulării tensiunilor dintre catolici și protestanți în Regatul Boemiei la început de secol XVII, culminate cu defenestrația de la Praga din 1618, stările protestante din Boemia i-au oferit lui Frederic al V-lea coroana regatului. Frederic devine rege al Boemiei pe 4 noiembrie 1619, lasând-o pe prințesa Elisabeta la Heidelberg, în grija bunicii și a mătușii, împreună cu fratele ei Carol. Elisabeta nu împlinse pe atunci vârsta de un an. Evenimentele anilor 1618-1619 aveau să declanșeze Războiul de Treizeci de Ani, iar Frederic al V-lea avea să rămână cunoscut drept „Regele de o iarnă”, căci tronul Boemiei nu a rămas în posesia sa decât până în 1620, când forțele protestante ale Boemiei au fost înfrânte de trupele Ligii Catolice, în cadrul Bătăliei de la Muntele Alb. În septembrie 1620, Frederic pierde și teritoriul propriului Palatinat Elector. Rămasă fără teritorii, familia este forțată în exil. Elisabeta, Carol, bunica și mătușa lor se refugiază la Crossen, Brandenburg (nord-estul principatelor germane, astăzi pe teritoriul Poloniei). Rămân, însă, în continuare separați de părinți și de ceilalți copii, care ajung la Haga, în Provinciile Unite.
Despre anii petrecuți de prințesa Elisabeta la Crossen nu s-au păstrat multe informații. Este probabil, însă, ca Elisabeta să fi știut deja să citească de la vârsta de doi ani și jumătate, iar educația ei să fi continuat sub îndrumarea mătușii. În jurul vârstei de 9 ani, Elisabeta e trimisă la Leiden, Provinciile Unite, pentru a primi o educație formală. Acolo avea să își întâlnească ceilalți frați (pe majoritatea pentru prima dată) și să se regăsească cu părinții. În anii petrecuți la Leiden, Elisabeta își însușește temeinic învățătura calvină și dă dovadă de un interes ieșit din comun față de limba și cultura greacă veche. Aceast entuziasm față de cultura grecească îi determină porecla „La Grecque” din partea fraților ei, care avea să îi rămână toată viață. Mai învață matematică, istorie, filosofie naturală, jurisprudență, franceză, engleză, germană, olandeză și latină. În 1629, în timpul șederii Elisabetei la Leiden, Henric, fratele ei cel mare, moștenitorul coroanei, moare înecat.
Elisabeta rămâne la Leiden timp de aproximativ cinci ani, după care ajunge la Haga, lângă de părinții ei. La scurt timp distanță, Frederic al V-lea moare, iar moartea sa produce familiei dificultăți financiare. În perioada ei la Haga, refuză mai multe cereri în căsătorie, în mod notabil de la regele Vladislav al IV-lea al Poloniei, așa încât până la vârsta de 18 ani îi devine clar că nu se va mai mărita. În 1640 îl cunoaște pe René Descartes, venit în recepție la regina Elisabeta, mama. Descartes avea să rămână un oaspete frecvent la Haga, iar între el și prințesa Elisabeta avea să se lege o prietenie intelectuală ce a durat până la moartea filosofului, în 1650. În același context, Elisabeta îi cunoaște, printre alții, pe Charles Cavendish, pe Constantijn și pe Christiaan Huygens. Elisabeta face eforturi în anii aceștia pentru a disemina scrierile lui Descartes către membrii societății regale a principatelor germane. În 1644, Descartes publică Principiile filosofiei, pe care i le dedică prințesei Elisabeta de Boemia. În epistola dedicată Elisabetei, o caracterizează astfel: „Pentru majoritatea celorlalți, chiar și cei mai talentați și învățăți, lucrările mele par foarte obscure. [...] Nu cunosc vreo altă minte în afară de a ta care să aibă aceeași perspicacitate în toate [n.e.: atât în metafizică, cât și în matematică] și care să merite, deci, să o socotesc drept incomparabilă.”
Șederea Elisabetei la Haga alături de mama ei este însă întreruptă în 1646. Regina Elisabeta ajunge în centrul unui scandal romantic care îl face pe prințul Philip, frate al prințesei Elisabeta, să îl omoare pe partenerul mamei sale. Prințesa Elisabeta îi ia apărarea fratelui său, gest ce produce tensiune între ea și mama ei. Drept rezultat, Elisabeta părăsește Haga și revine în Brandenburg, lângă mătușa ei, unde copilărise. Perioada de ședere în Brandenburg se suprapune peste perioada negocierii Păcii de la Westfalia, care avea să pună capăt Războiului de Treizeci de Ani. În ciuda marilor așteptări ale familiei în legătură cu restaurarea Palatinatului Elector, tratatul agreat în cele din urmă de Carol I al Palatinatului, fratele cel mare al prințesei, se dovedește o dezamăgire. Elisabeta este nemulțumită că fratele ei reușise să obțină doar zona Rinului înapoi, cealaltă jumătate a regatului intrând în posesia Bavariei, și nu îl însoțește pe Carol înapoi în Heidelberg, capitala recuperată în care își petrecuseră prima parte a copilăriei. În aceeași iarnă, unchiul Carol I al Angliei este decapitat, în cadrul desfășurării de evenimente a Războiului Civil Englez. În ciuda acestor întâmplări, Elisabeta pare să fi fost în general fericită la Brandenburg. Elisabeta se va întoarce în cele din urmă la Heidelerg în 1651, la un an de la moartea neașteptată a lui Descartes. Sofia, una din surorile sale, remarcă în memoriile sale că vioiciunea Elisabetei părea sa fi dispărut.
În 1661, prințesa Elisabeta ajunge la abația din Herford, întâi ca ajutor al abatesei, după moartea acesteia luându-i ea însăși locul. Având pentru prima dată autoritate peste un teritoriu propriu al ei, Elisabeta oferă refugiu diferitor minorități religioase, precum labadiștii și quakerii. Printre quakerii pe care i-a primit la Herford se numără William Penn și Robert Barclay, corespondând de asemenea cu Nicolas Malebranche. Beatrice Zedler arată că importanța acordată de Elisabeta vieții religioase în acești ani nu a presupus totodată și respingerea filosofiei sau a vieții intelectuale. De altminteri, abația a ajuns să fie considerată una din cele mai importante școli de filosofie cartezienă. Comunitatea constituită de prințesa Elisabeta la Herford a fost privită ca o reconstituire a vieții intelectuale de la Haga, din adolescența prințesei.
Elisabeta rămâne abatesă la Herford până la moartea sa din 1680.

## Corespondența cu Descartes
Corespondența cu Descartes începe pe 6 mai 1643. Deși scrisorile dintre cei doi sunt amintite preponderent pentru conținutul lor filosofic, ele tratează și problemele de zi cu zi din complicata viață a Elisabetei de Boemia, servind și drept unealtă biografică pentru aceasta din urmă. Din punct de vedere filosofic, rolul cel mai important jucat de prințesa palatină în gândirea lui Descartes a fost în legătură cu problema interacțiunii dintre minte și corp, după cum arată comentatori precum Daniel Garber sau Ruth Mattern. Cei doi mai tratează, printre altele, și problema binelui suveran, comentându-l pe Seneca și pe Machiavelli.
Obiecțiile pe care le aduce Elisabeta împotriva dualismului cartezian au legătură cu problema cauzalității în filosofia mecanicistă. Această din urmă, susținută atât de Elisabeta cât și de Descartes, consideră că toate schimbările care au loc în natură sunt cauzate de interacțiuni fizice dintre corpuri; fie la nivel macroscopic, fie la nivel microscopic, unde avem corpusculi din care se constituie întreaga materie din univers. Astfel, dacă vorbim de corp, mecanicismul cartezian nu întâmpină erori, deoarece corpul, fiind substanță întinsă (res extensa), poate interacționa și influența alte tipuri de materie. Problema evidențiată de prințesa Elisabeta apare, însă, atunci când vorbim de substanța cugetătoare (res cogitans) sau mintea. Și anume, Elisabeta se întreabă cum se face că mintea determină schimbări ale corpului, din moment ce mintea nu este materie, iar teza mecanicistă permite interacțiune numai între diferite feluri de materie. Astfel, mecanicismul cartezian se confruntă cu mari dificultăți în lumina obiecțiilor ridicate de Elisabeta de Boemia.
Pentru a nu abandona programul mecanicist, Elisabeta și Descartes au încercat să redefinească ce se înțelege prin minte. În încercarea de a reformula ce este mintea, Elisabeta ajunge să considere că mintea este o substanță întinsă și localizată spațial, astfel în principiu mecanicismul cartezian acceptă dualismul minte-corp, și astfel două lucruri materiale pot fi în contact unul cu cealaltă. Elisabeta, pentru a susține că mintea reprezintă o substanță întinsă, se folosește de regula din A Patra Meditație care se referă la adevăr și falsitate: ,,erorile noastre apar din formarea judecăților asupra cărora nu avem o percepție suficientă.” Ceea ce înseamnă că erorile apar când intelectul este confuz și nu are idei clare și distincte cu privire la anumite judecăți și totodată trage concluzii pripite și eronate. A nu percepe adevărul într-un mod clar și distinct presupune a te abține din a formula judecăți; astfel evitând erorile ulterioare. Elisabeta, așadar, susține că prin intermediul acelei reguli putem ieși din dificultatea explicării cum anume pot interacționa două entități complet diferite. Elisabeta pare să susțină că sufletul poate avea proprietăți necunoscute, iar întinderea poate fi o proprietate sau funcție a minții. Cu alte cuvinte, Elisabeta a încercat să lase deschisă problema minte-corp și astfel să evite contradicțiile care rezultau din acceptarea mecanicii carteziene. Cu ajutorul regulii referitoare la adevăr și fals putem introduce proprietăți ale sufletului care să corespundă cu proprietățile substanței întinse. Soluția găsită de Descartes este formulată în cartea sa din 1649, Pasiunile sufletului, a cărei scriere a fost determinată de corespondența cu prințesa palatină.  În ea, Descartes introduce o a treia substanță, uniunea dintre minte și corp.

## Recepția în filosofia feministă
În perioada recentă, viața Elisabetei a atras atenția cercetătorilor din filosofia feministă, în încercarea de a introduce femeile în istoria filosofiei. Influența Elisabetei asupra acestui domeniu este strâns legată de specificul criticii sale asupra cartezianismului, cât și a eforturilor sale de a crea cadrul unui discurs filosofic pentru toate categoriile sociale. Teoria lui Descartes asumă un cititor universal, asexual, fără vârstă sau educație specific direcționată. Acest tip de democratizare a cunoașterii a avut un impact direct asupra germenilor feminismului la începutul modernității. În plus, cartezianismul face explicită importanța femeilor atât ca subiect al cunoașterii, cât și ca agent al recepției filosofice. Descartes a scris majoritatea operelor în franceză, iar acest fapt singular a asigurat recepția lucrărilor în afara mediului academic, spre publicul larg. Acesta își prezintă “Discursul asupra metodei” ca pe o operă care ar vrea sa fie inteligibilă chiar și femeilor, fără a schimba calitatea lucrarii.
Acest tip de universalizare a cititorului era împărtășit de prințesa Elisabeta, care ii mărturisește lui Descartes într-o scrisoare din 4 decembrie: „Să nu crezi, în orice caz, că o descriere atât de avantajoasă îmi dă motive de gelozie. Mai degrabă mă ajută să îmi cresc stima de sine mai mult decât înainte ca ea să îmi dea sugereze imaginea unei persoane atât de realizate, care apără sexul nostru de acuzele imbecilității și ale slăbiciunii aduse de pedanți.” La rândul lui, Descartes exprimă stima pe care o are față de prințesa palatină într-o scrisoare spre Pollot astfel: „Am pus mult mai multă încredere în judecata ei decât în cea a acelor doctori învățați a căror regulă e să accepte adevărul teoriei lui Aristotel mai degrabă decât dovada rațiunii.”
Pe lângă această corespondență intensă cu Descartes, Elisabeth construiește în abația din Herford un mediu intelectual propice discuțiilor filosofice. Din descrierea lui Baillet vedem acest lucru: „Prințesa noastră filosof a acceptat ultimele sale zile la Abația din Hervorden  […] A transformat abația într-o academie filosofică pentru tot felul de oameni, intelectuali și literați, fără distincție de sex sau chiar religie. Romano-catolici, calviniști, luterani erau în mod egal acceptați aici, fără să excludă nici Socinieni sau Deiști. Era suficient să fii filosof, și în special un amator al filosofiei Domnului Descartes […] Această abație a fost considerată una dintre primele școli carteziene, dar a supraviețuit doar până la moartea Prințesei."
Influența prințesei de Boemia asupra feminismului continuă conversația dintre ea și Descartes asupra problemei minte-corp. În literatura feministă târzie, acest sâmbure se poate vedea înflorit în poziția lui Simone de Beauvoir și a importanței corporalității în filosofie: „Bărbatul uită vanitos că anatomia sa include hormoni și testicule. Își vede corpul ca pe o legătură directă și normală cu lumea, pe care crede că o înțelege în toată obiectivitatea sa, pe când consideră corpul feminin un obstacol, o închisoare, o împovărat de tot ce îi este particular.” Un alt filosof târziu, Martha Nussbaum, extinde analiza lui Beauvoir în psihologia dezvoltării copilului, accentuând aceeași idee de corporalitate eliminată din raționalismul de tip cartezian dominant în filosofie. Ideea de universalitate umană, indiferent de sex, începe să se construiască inițial pe ideea de corporalitate, căci raționalitatea era un domeniu cu o istorie antifeministă mult prea încărcată. Mary Wollstonecraft folosește aceste tipuri de argumente de ordin anatomo-biologic pentru a arăta că, așa cum bărbații nu sunt determinați de corporalitate în definirea de sine, nici femeile nu sunt și nu ar trebui să fie.